# Merì
Merì település Olaszországban, Szicília régióban, Messina megyében. Lakosainak száma 2281 fő (2023. január 1.). Merì Milazzo, San Filippo del Mela, Santa Lucia del Mela és Barcellona Pozzo di Gotto községekkel határos.

## Népesség
A település lakossága az elmúlt években az alábbi módon változott:
| Lakosok száma | 2269 | 2296 | 2281 |
|               | 2017 | 2018 | 2023 |